# Covariance de Lorentz
 (mars 2023).
Si vous disposez d'ouvrages ou d'articles de référence ou si vous connaissez des sites web de qualité traitant du thème abordé ici, merci de compléter l'article en donnant les références utiles à sa vérifiabilité et en les liant à la section « Notes et références ».

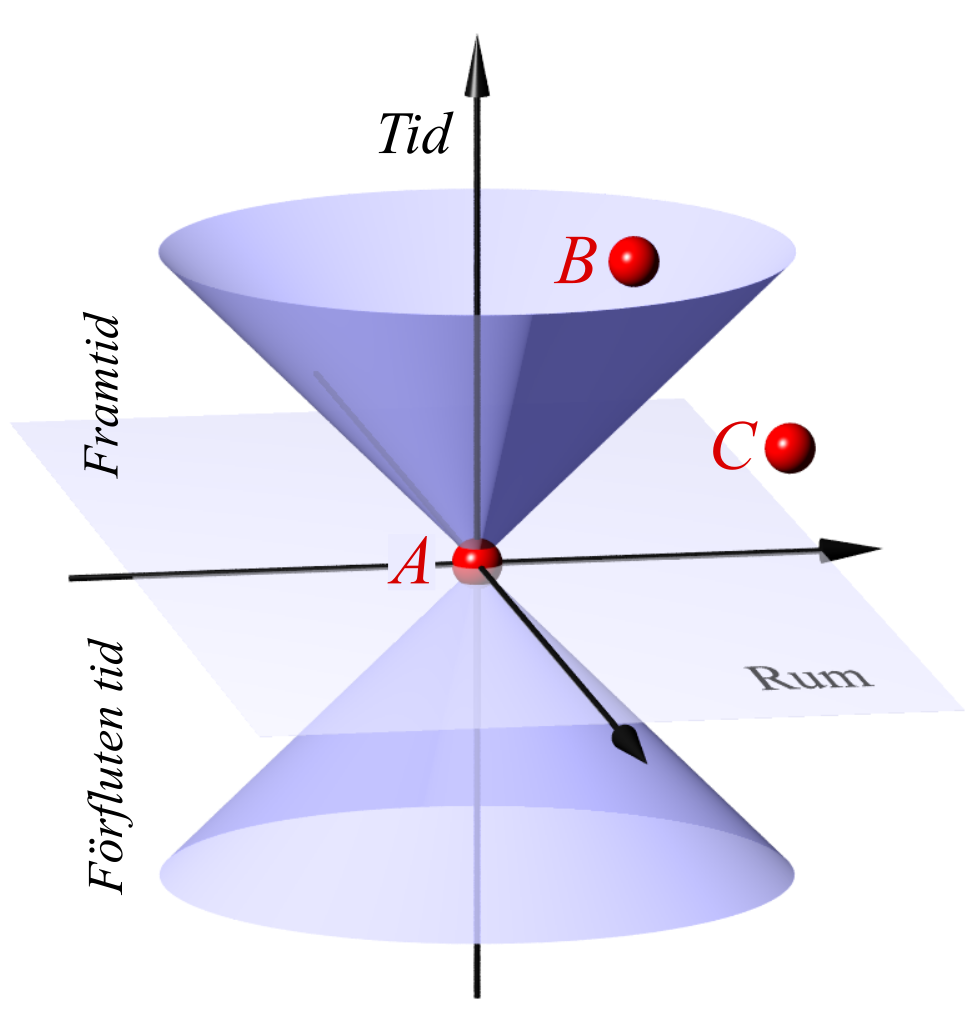
Illustration de l'espace-temps.

En relativité restreinte, une quantité est dite covariante de Lorentz lorsque ses composantes forment une représentation du groupe de Lorentz.
Par exemple le temps propre se transforme de façon particulièrement simple puisqu'il est invariant sous transformation de Lorentz, on dit que c'est une quantité scalaire et on parle de scalaire de Lorentz. La représentation associée du groupe de Lorentz est la représentation triviale.
Un quadrivecteur (comme le quadrivecteur impulsion-énergie par exemple) est un autre exemple de quantité se transformant de façon covariante (la représentation associée est la représentation vectorielle du groupe de Lorentz). 
Tout produit tensoriel de quadrivecteurs est covariant de Lorentz.
Le tenseur de Maxwell est un exemple de quantité covariante à deux indices.